# آتوس (آریزونا)
آتوس (به انگلیسی: Athos) یک منطقهٔ مسکونی در ایالات متحده آمریکا است که در شهرستان موهاوی، آریزونا واقع شده‌است. آتوس ۶۵۴ متر بالاتر از سطح دریا واقع شده‌است.